# 聯邦愛迪生電力公司
聯邦愛迪生電力公司（英語：Commonwealth Edison），簡稱ComEd，是美國伊利諾伊州最大的電力供應商，亦為芝加哥都會區及伊利諾伊州北部的唯一電力供應公司，屬於艾索倫電力公司（Exelon Corporation）旗下。其供電服務範圍大約向南覆蓋至易洛魁縣（Iroquois County），向北覆蓋至伊利諾伊州與威斯康辛州邊界，向西覆蓋至伊利諾伊州與愛荷華州邊界，及向東覆蓋至伊利諾伊州與印第安納州邊界。2011年9月，ComEd 任命了第一位出任領導層的女性，安妮·普拉曼吉奧雷（Anne Pramaggiore）。
聯邦愛迪生向北伊利諾伊州傳送電力已有超過100年的歷史。其母公司艾索倫電力為全美最大電力及天然氣能源供應商之一。ComEd 現時供應電力予北伊利諾伊州超過380萬個客戶。
聯邦愛迪生的高壓輸電系統的操作電壓分別為 69kV、138kV、345kV及超高壓的765kV，分不同距離輸電予約380萬個客戶。低壓輸電系統的電壓則為34.5kV。另一方面配電系統則使用4.16kV，7.2kV/12.47kV 及 7.97kV/13.8kV 。聯邦愛迪生每年收入超過150億美元。
聯邦愛迪生的輸電網絡與美國電力公司（American Electric Power，AEP）在其 765kV高壓輸電系統上併網，並與北面的威斯康辛電力（Wisconsin Electric，We-Energies）在345kV及138kV輸電系統上併網，另與南面的阿莫林電力（Ameren）在345kV輸電系統上併網。

## 歷史

### 成立
聯邦愛迪生電力公司的前身為1881年初成立的 Isolated Lighting Company。該公司由 George H. Bliss 組建並作為湯瑪斯·愛迪生創建的愛迪生電燈公司（Edison Illuminating Company）旗下的子公司，主要銷售愛迪生專利的燈光系統及發電機並供應予大廈及商戶。1882年，Isolated Lighting Company 被 Western Edison Light Company 所取代。Western Edison Light Company 是由數名顯赫的芝加哥人所註冊成立，不但取代了 Isolated Lighting Company 作為湯瑪斯·愛迪生在芝加哥代理人的角色，而且亦在芝加哥地區開發集中式發電。1882年，Western Edison 在芝加哥其中一位股東 John W. Doane 的家居中安裝了第一盞白熾燈，並於同年11月10日首度開電亮燈。

### 芝加哥愛迪生（Chicago Edison）
1887年3月，John M. Clark （Western Edison之公司市席），Robert Todd Lincoln，和 John B. Drake 從芝加哥市政府取得了對其城市中心供電的授予專營權，其範圍函蓋 North Avenue，39th Street 及 Ashland Avenue。此後，他們成立了芝加哥愛迪生公司（Chicago Edison Company），並在1887年7月2日開始取締了 Western Edison 的所有公司業務。 芝加哥愛迪生公司首座集中式發電站由其首席工程師 Frederick Sargent 所設計，並在1888年8月於139 （後來為120） West Adams Street 開業營運。 這麼發電站的供電目標對象為 Harrison Street，Market Street 及 Water Street（現為Wacker Drive）及密歇根大道（Michigan Avenue）所包含在內的區域，及以愛迪生專利的直流電系統供電，直至發電站於1914至1915年左右關閉。

### 塞繆爾·因薩爾時期

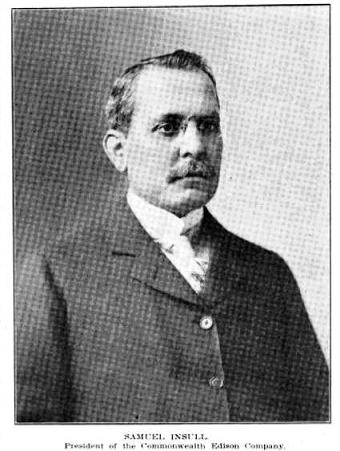
攝於1910年，塞繆爾·因薩爾（Samuel Insull）擔任聯邦愛迪生公司主席期間。

時至1892年， 芝加哥愛迪生公司的滿載發電量增至3,200千瓦。其後業務持續增長，特別因為1893年芝加哥哥倫布紀念博覽會的舉辦而有所加持。當時的公司主席 E. T. Watkins 正好在之前一年退任，而公司正急於尋找一位新的領導者。 同一時期在紐約市，托馬斯·愛迪生所創立的愛迪生電燈公司被J.P. 摩根所併購，並和位于马萨诸塞州的汤姆孙-豪斯顿电气公司（Thomson-Houston Electric Company）合并成立今日著名的通用電氣公司。愛迪生其中一位得力助手及私人秘書塞繆爾·因薩爾（Samuel Insull）卻被留任為通用電氣的第二副主席（Second Vice-President），被於後來被委由為公司主席。不過，因薩爾最終只同意留任監督至愛迪生所創立的公司完成合併為止。
芝加哥愛迪生公司的董事會寫信給因薩爾，並請他建議一個出任公司主席的合適人選。作為回應，因薩爾卻主動自薦成為公司主席，並表示「這是以我所知，在美國來說，一個發展電力生產和電力輸送的絕佳機遇。」（"It is the best opportunity that I know of in the United States to develop the business of the production and distribution of electrical energy."）公司董事會最終接納了因薩爾的申請。因薩爾在1892年5月26日正式出任芝加哥愛迪生公司的主席。
上任伊始，因薩爾發現當時芝加哥有近三十家電力公司並在電力市場上互相競爭，而芝加哥愛迪生公司只是其中之一。然而當時的主流意見卻認為這種多間電力公司之間的競爭是保持電力供應服務質素及維持低廉電價的最佳方法。對此，因薩爾則相信給予一家電力公司在某特別指定的區域內擁有獨家經營權，但同時換取州政府對服務條款和價格的控制，營造一個有所規範的壟斷，乃是對電力營辦商和客戶兩者皆為有利的做法。雖然直至1914年之前州政府仍然未推出相關法例或制約，但因薩爾在這之前已經開始透過併購許多對手以形成電力服務市場的壟斷。至1895年，他已經併購足夠數量的公司及其使用不同製造商的設備的權利，在芝加哥區域的電力市場形成絕對的壟斷。
因薩爾也倡導了在芝加哥河以西的哈里遜街（Harrison Street）興建大型的發電廠。新發電廠的額定功率或發電量為 6,400千瓦，為當時位於亞當街（Adams Street）發電廠的兩倍及為當時全美最大。發電廠在1894年8月啟用時在應對當時用電量來說乃相當充裕。因薩爾相信如此大型發電設施帶來的規模經濟效益足以抵銷其初始開支及成本。除此以外，新發電廠給予額外的發電量足以完全取代日漸老舊和過載的亞當街發電設施。因薩爾的遠見很快被印證是對的。哈里遜街發電廠在啟用數年後便達到其全部額定發電量，並其後於1903年擴建並增加額定功率至16,200千瓦。同年，菲斯克發電站（Fisk Generating Station）大型蒸汽渦輪發動機亦投入服務。
1907年，芝加哥愛迪生（Chicago Edison）與聯邦電力（Commonwealth Electric）合併並成為聯邦愛迪生電力公司。六年後，聯邦愛迪生再併購獨立的大都會電力公司（Cosmopolitan Electric Company），並隨著成併購成功，聯邦愛迪生電力公司即成為芝加哥唯一的電力供應商。
因薩爾也成立了北伊利諾公共服務公司（Public Service Company of Northern Illinois），以推動芝加哥都會圈外北伊利諾伊州的鄉郊電氣化。北伊利諾公共服務公司，聯邦愛迪生電力公司和許多其他中小型公司皆為因薩爾擁有的「中西部公用事業公司」（Middle West Utilities Company）旗下的附屬公司，直至後來的大蕭條導致美國中西部同時沒落。根據至少一個來源，因薩爾被認為是最早發展輸電公司的先驅者。在1920年代，輸電業務仍然被公共事務委員會所低估其發展潛力，特別彰顯於1935年公用事業控股公司法。相關法律上的制約在後來才被放鬆管制。
1994年，聯邦愛迪生被重組成為控股公司，並歸為Unicom Corporation（UniCom）旗下。2000年，UniCom 與來自費城的電力供應商PECO Energy合併，成為現在的艾索倫電力公司（Exelon Corporation），並繼續領導聯邦愛迪生。

## 智能電網
ComEd 投資約26億美元用於建設智能電網以促進電網現代化。此建設項目將改善伊利諾伊州內的輸電網路，包括通過安裝智能電錶及升級、重建舊有或已經破舊的基礎設備。